# 3. armada (Avstro-Ogrska)
Za druge 3. armade glejte 3. armada.
3. armada je bila armada avstro-ogrske skupne vojske med prvo svetovno vojno.

## Zgodovina
Armada je bila ustanovljena avgusta 1914 in bila ukinjena 10. junija 1915. V tem času je delovala na vzhodni fronti. Ponovno je bila ustanovljena 8. septembra 1915 in bila dokončno ukinjena 12. januarja 1918. V tem obdobju je delovala na balkanski (september 1915 - marec 1916), italijanski (marec - december 1916) in na vzhodni fronti (december 1916 - januar 1918).

## Vodstvo
Poveljniki
- Prva formacija
- general konjenice Rudolph von Brudermann: avgust - 4. september 1914
- general pehote Svetozar Borojević von Bojna: 4. september 1914 - 25. maj 1915
- Feldzeugmeister Paul Puhallo von Brlog: 25. maj 1915 - 10. junij 1915

- Druga formacija
- general konjenice Karl Tersztyánszky von Nadas: 8. september - 27. september 1915
- generalpolkovnik Hermann Kövess von Kövessháza: 27. september 1915 - 20. oktober 1916
- general pehote/generalpolkovnik Karl von Kirchbach auf Lauterbach: 20. oktober 1916 - 5. marec 1917
- generalpolkovnik Karl Tersztyánszky von Nadas: 5. marec - julij 1917
- generalpolkovnik Karl Křitek: julij 1917 - 12. januar 1918

## Organizacija
Avgust 1914
- 11. korpus (Lvov)

- 30. pehotna divizija (Lvov)
- 93. honvedska pehotna brigada (Lvov)
- 11. pohodna brigada (Lvov)

- 14. korpus (Innsbruck)

- 3. pehotna divizija (Linz)
- 8. pehotna divizija (Bolzano)
- 44. pehotna divizija (Innsbruck)
- 88. deželnostrelska brigada (Bolzano)

- Armadne enote

- 41. honvedska pehotna divizija (Budimpešta)
- 23. honvedska pehotna divizija (Szeged)
- 2. konjeniška divizija (Bratislava)
- 4. konjeniška divizija (Lvov)
- 11. honvedska konjeniška divizija (Debrecen)
- 97. domobranska pehotna brigada (Košice)
- 108. domobranska pehotna brigada (Innsbruck)
- 3. pohodna brigada (Gradec)
- 4. pohodna brigada (Budimpešta)
- 12. pohodna brigada (Innsbruck)